# Kazimiera Grzegorczyk
Kazimiera Grzegorczyk (ur. 7 października 1933 w Czestkowie) – polska włókienniczka, poseł na Sejm PRL VII kadencji.

## Życiorys
Uzyskała wykształcenie podstawowe. Od 1951 była przewijaczką w Zakładach Przemysłu Bawełnianego w Łodzi. W 1975 uczestniczyła w Międzynarodowym Kongresie Kobiet w Berlinie. W 1976 uzyskała mandat posła na Sejm PRL w okręgu Łódź-Bałuty z ramienia Polskiej Zjednoczonej Partii Robotniczej. Zasiadała w Komisji Przemysłu Lekkiego oraz w Komisji Spraw Wewnętrznych i Wymiaru Sprawiedliwości.

## Odznaczenia
- Srebrny Krzyż Zasługi
- Medal 30-lecia Polski Ludowej